# ائاچالاواکای
ائاچالاواکای (به لاتین: Eachalawakkai) یک منطقهٔ مسکونی در سری‌لانکا است که در ناحیه منار واقع شده‌است.